# Bernardo di Senlis
Bernardo, Bernardus in latino (880 circa – dopo il 945), conte di Senlis e tutore del duca di Normandia, Riccardo I, fu discendente, da parte di madre, dei Carolingi.

## Origine
Figlio del conte di Senlis, Guido e di Gunilde (che aveva sposato Guido in seconde nozze), figlia del Conte di Vermandois, Pipino I, e della moglie di cui non si conosce il nome, ma secondo lo storico francese Christian Settipani, esperto di genealogie, era una discendente dei Pipinidi, che discendevano da Childebrando, fratellastro di Carlo Martello, molto probabilmente era figlia di Teodorico VII (discendente di Nibelungo I, figlio illegittimo del citato Childebrando. Pipino I, a sua volta, secondo il cronista Reginone, era l'unico figlio del re d'Italia, Bernardo I (a sua volta figlio del re d'Italia, Pipino I) e di Cunegonda (ca.800- dopo l'835), che secondo lo storico francese Christian Settipani, esperto di genealogie, era la figlia di Heriberto (ca. 785-843), a sua volta figlio di Guglielmo di Gellone.

## Biografia
Di Bernardo si hanno scarse notizie, degli anni giovanili.
 Non si conosce la data in cui fu investito della contea, e, secondo il cronista francese Flodoardo, quando Bernardo, nel 923, fu complice di suo cugino, il Conte di Vermandois, Erberto II lo cita senza alcun titolo e lo definisce cugino del conte Erberto. Erberto architettò un tranello (raccontato nei dettagli da Rodolfo il Glabro) teso al re dei Franchi occidentali, Carlo il Semplice, che dopo aver appoggiato l'elezione a re di Rodolfo, Duca di Borgogna (contrapposto al carolingio, Carlo il Semplice) fece credere a Carlo di essere passato dalla sua parte lo invitò ad un incontro dove lo fece prigioniero e lo imprigionò, prima a Château-Thierry e poi dal 924 nel castello di Péronne, dove rimase per il resto della sua vita.
Bernardo viene citato nel Gesta Normannorum di Dudone di San Quintino, come uno dei tutori di Riccardo, il figlio del duca di Normandia, Guglielmo I Lungaspada Jarl (equiparabile al nostro conte) dei Vichinghi e conte di Rouen,
Poi sempre secondo Dudone, Bernardo, assieme all'altro tutore di Riccardo, Osmund de Centeville, si occuparono del ragazzo anche dopo la morte di Guglielmo I Lungaspada, avvenuta nel 942, quando il re di Francia, Luigi IV, che, col pretesto dell'educazione di Riccardo, lo fece trasferire, quasi in stato di reclusione, a Laon, la capitale del regno di Francia.
Bernardo, descritto da Dudone come zio di Riccardo (la sorellastra di Bernardo, Poppa di Bayeux era la mamma di Guglielmo I Lungaspada, che era quindi nipote di Bernardo) continuò a proteggere il nipote e  pare che, nel 945, grazie all'aiuto di Osmund de Centeville, Bernardo riuscì a fare fuggire il giovane Riccardo dal suo esilio. Questo episodio viene narrato da Guglielmo di Jumièges, nel suo Histoire des ducs de Normandie: Osmund de Centeville prelevò il giovane duca Riccardo dalla sua prigione di Laon e lo condusse a Senlis da Bernardo.
Nel 945, secondo Flodoardo, Bernardo, con Tebaldo di Tours partecipò alla sollevazione, con devastazioni e distruzioni contro il re Luigi IV.
Poi, per conto del duca di Normandia, Riccardo, Bernardo, sempre, nel 945, trattò un'alleanza col duca dei Franchi, Ugo il Grande, che però tradì il patto obbligando Bernardo ad allearsi ai vichinghi danesi e ad intervenire per salvare Riccardo.
In quello stesso anno, dopo aver rifatto un'alleanza tra i capi normanni e vichinghi danesi e approfittando della tensione esistente tra Luigi IV ed il suo vassallo più potente, Ugo il Grande, Bernardo aiutò Riccardo a difendere l'autonomia della Normandia dal tentativo di conquista di Luigi IV e dei suoi vassalli francesi.
Secondo il cronista Ugo di Fleury-sur-Loire Bernardo, assieme a Bernardo di Reims, sempre, nel 945, ingannarono Luigi IV e lo fecero catturare dal re dei Vichinghi danesi, Airoldo.
Dopo il 945, di Bernardo non si hanno più notizie, quindi non si conosce l'anno della sua morte.

## Discendenza
Di Bernardo non si conosce il nome di un'eventuale moglie, né si ha notizia di alcuna discendenza.

### Fonti primarie
- (LA)  Monumenta Germaniae Historica, Legum, tomus I.
- (LA)  Monumenta Germaniae Historica, Scriptores, tomus II.
- (LA)  Rodulfus Glaber Cluniacensis: Historiarum Sui Temporis Libri Quinque.
- (LA)  Monumenta Germaniae Historica, Legum, tomus III.
- (LA)  Gesta Normannorum di Dudone di San Quintino.
- (LA)  Monumenta Germaniae Historica, Legum, tomus IX.

### Letteratura storiografica
- René Poupardin, Ludovico il Pio, in «Storia del mondo medievale», vol. II, 1979, pp. 558–582
- René Poupardin, I regni carolingi (840-918), in «Storia del mondo medievale», vol. II, 1979, pp. 583–635
- (FR)  M. Guizot: Histoire des ducs de Normandie par Guillaume de Jumièges.